# 56th Artillery Command
Das 56th Artillery Command ist ein Großverband der United States Army mit Sitz im Ortsbezirk Mainz-Kastel der Stadt Wiesbaden (Hessen). Es wurde am 8. November 2021 wiederaufgestellt.

## Organisation
Das 56th Artillery Command untersteht der United States Army Europe and Africa.

## Auftrag
Auftrag des Großverbandes ist die Bereitstellung weitreichender präziser Wirkungsunterstützung für die United States Army Europe and Africa.

## Geschichte
Der Großverband bestand mit unterschiedlichen Bezeichnungen und Unterbrechungen seit dem 14. September 1942. Im Kalten Krieg führte der Großverband verschiedene mit Kernwaffen bestückte Raketen vom Typ MGM-31 Pershing ausgerüstete Truppenteile. 1991 wurde er im Zuge der Umsetzung des INF-Vertrages außer Dienst gestellt.
Im Dezember 2021 befürchtete Russland, der Verband könne erneut mit Kernwaffen ausgerüstet werden.
Der Verband soll zeitnah (2025?) mit der ebenfalls 2021 aufgestellten 2nd Multi-Domain Task Force, die dem 56. Artilleriekommando unterstellt ist, zum 56th Multi-Domain Command verschmolzen werden.

## Liste der Kommandeure seit Reaktivierung
| Nr. | Name                               | Kommandeur von   | Kommandeur bis   |
| --- | ---------------------------------- | ---------------- | ---------------- |
| 3.  | Generalmajor John L. Rafferty, Jr. | 13. Juni 2024    |                  |
| 2.  | Generalmajor Andrew C. Gainey      | 17. Februar 2023 | 13. Juni 2024    |
| 1.  | Generalmajor Stephen J. Maranian   | 8. November 2021 | 17. Februar 2023 |